# Osiedle Zielone (Olecko)
Osiedle Zielone — osiedle mieszkaniowe Olecka. Osiedle zostało utworzone około 1970 roku. Administracyjnie wchodzi w skład dzielnicy Śródmieście (Centrum) oraz graniczy z Osiedlem Nad Legą.